# Sinartoria
Sinartoria Wang, Framenau & Zhang, 2021 è un genere di ragni appartenente alla famiglia Lycosidae.

## Distribuzione
Le due specie sono state rinvenute in Cina, nella regione autonoma del Guangxi, nella riserva naturale del Monte Daming: nei pressi della Centrale idroelettrica di Erji sono stati rinvenuti gli esemplari di S. damingshanensis; nei pressi del tempio di Luoyuewang sono stati reperiti gli esemplari di S. zhuangia. 

## Tassonomia
Le caratteristiche di questo genere sono state descritte a seguito dell'analisi di esemplari di Sinartoria damingshanensis Wang, Framenau & Zhang, 2021.
La denominazione originaria della seconda specie era Sinartoria zhuangius; a causa della concordanza con il nome del genere che è femminile, è stata mutata in Sinartoria zhuangia.
Non sono stati esaminati esemplari di questo genere dal 2021.
Attualmente, a novembre 2021, si compone di 2 specie:
- Sinartoria damingshanensis Wang, Framenau & Zhang, 2021[3] — Guangxi (Cina)
- Sinartoria zhuangia Wang, Framenau & Zhang, 2021 — Guangxi (Cina)